# Felitto
Felitto is een gemeente in de Italiaanse provincie Salerno (regio Campanië) en telt 1342 inwoners (31-12-2004). De oppervlakte bedraagt 41,1 km², de bevolkingsdichtheid is 34 inwoners per km².

## Demografie
Felitto telt ongeveer 564 huishoudens. Het aantal inwoners daalde in de periode 1991-2001 met 11,7% volgens cijfers uit de tienjaarlijkse volkstellingen van ISTAT.
| Jaar | Inwoneraantal |
| ---- | ------------- |
| 1991 | 1578          |
| 2001 | 1393          |

## Geografie
Felitto grenst aan de volgende gemeenten: Aquara, Bellosguardo, Castel San Lorenzo, Laurino, Magliano Vetere, Monteforte Cilento, Roccadaspide.